# Estorel
Das Schweizer Unternehmen Estorel AG war Betreiber von über 35 Drogeriemärkten und erreichte mit einem Umsatz von 52,4 Millionen CHF einen Marktanteil von fünf Prozent. Gegründet wurde das Unternehmen durch Hans Peter Weber, der auch schon die Schweizer Zweigstelle von Toys “R” Us am Markt etablierte. Hauptaktionär war die deutsche Drogeriemarkt-Kette Ihr Platz mit 80 Prozent, die restlichen 20 Prozent hielt Hans Peter Weber. Mitbewerber waren die zur Manor AG gehörenden Sanovit-Drogerie-Märkte und die zu EPA gehörenden Drogeriemärkte.
Durch das Verbot von Preisabsprachen im Jahr 1996 wurde der Drogeriemarkt in der Schweiz liberalisiert. Dies nutzte Hans Peter Weber zur Gründung von Estorel im Jahr 1997. Die hierfür notwendigen Finanzmittel warb er bei der Ihr-Platz-Gruppe ein. Zum Ende des Jahres 1999 waren sechs Filialen vorhanden, die 11 Millionen DM erwirtschafteten.
Flächenbereinigt wuchs der Umsatz im Jahr 2000 um 15 Prozent auf 40 Millionen DM und das Filialnetz auf 17 Standorte.
Mit 230 Mitarbeitern, eine Steigerung um 30, wurde im Jahr 2001 ein Umsatz von 41,6 Millionen CHF erzielt. Dies bedeutete eine Umsatzsteigerung von 33 % gegenüber dem Jahr 2000, flächenbereinigt eine von 12,4 %.
Einen Expansionsschub im Filialnetz gab es durch die Kooperation mit Globus, die im Zuge der Restrukturierung für die Standorte der Au-Bon-Marché-Märkte (ABM) Handelspartner suchte. Neben Estorel wurde mit dem Textilhändler Oviesse und den Nannini-Coffee-Shop entsprechende Vereinbarungen getroffen.
Im November 2002 wurde der 35. Markt eröffnet. Somit wurden im Jahr 2002 13 neue Niederlassungen eröffnet und 67 neue Arbeitsplätze geschaffen. Insgesamt wurde ein Umsatz von 52,4 Millionen CHF erzielt, eine Steigerung um 26 %, flächenbereinigt ein Umsatzplus von 10,7 %.
Durch wirtschaftliche Probleme bei der Mutter Ihr Platz kam die Expansionsstrategie 2003 zum Erliegen. Hans Peter Weber verließ daraufhin das Unternehmen zum Ende des Jahres 2003 und veräußerte seinen Anteil an die Hauptaktionärin Ihr Platz.
Ihr Platz verkaufte am 1. November 2004 die Estorel AG mit 19 Niederlassungen an die Müller Ltd. & Co. KG mit Sitz in Ulm, Deutschland. Heute firmiert das Unternehmen unter Müller Handels AG Schweiz und betreibt 48 Märkte.